# Flughafen Noumérat - Moufdi Zakaria

i8
i11
i13
Der Flughafen Noumérat - Moufdi Zakaria(französisch Aéroport de Ghardaïa / Noumérat - Moufdi Zakaria, arabisch مطار غرداية - نوميرات مفدي زكريا, IATA-Code: GHA, ICAO-Code: DAUG) ist ein algerischer Flughafen.
Der Flughafen, der nahe der Stadt Ghardaia in der Provinz Ghardaia liegt, ist nach Moufdi Zakaria, dem Autor der Kassaman, der algerischen Nationalhymne, benannt. Der Flughafen trägt den Titel eines internationalen Flughafens, obwohl alle derzeit abgefertigten Flüge der beiden am Flughafen tätigen Air Algérie und Tassili Airlines Inlandsflüge zu anderen Zielen in Algerien sind. Betreiber des Flughafens ist die staatliche EGSA Alger, die insgesamt 18 Flughäfen im Land betreibt.